# Wałda
Wałda – przysiółek wsi Wierzbica Górna (do 31 grudnia 2002 Leśniczówka) w Polsce, położona w województwie opolskim, w powiecie kluczborskim, w gminie Wołczyn.